# Cat Lake Airport
Cat Lake Airport är en flygplats i Kanada.   Den ligger i provinsen Ontario, i den sydöstra delen av landet, 1 400 km nordväst om huvudstaden Ottawa. Cat Lake Airport ligger 408 meter över havet. Den ligger vid sjön Cat Lake.
Terrängen runt Cat Lake Airport är mycket platt. Trakten runt Cat Lake Airport är nära nog obefolkad, med mindre än två invånare per kvadratkilometer..
I omgivningarna runt Cat Lake Airport växer i huvudsak barrskog.